# Alena Kovačková
Alena Kovačková (* 13. června 2008) je česká tenistka. Na okruhu ITF získala čtyři tituly ve čtyřhře. Na juniorském grandslamu vyhrála wimbledonskou čtyřhru 2023 s Laurou Samsonovou. Její nejvyšší juniorské kombinované umístění je 8. místo, kterého dosáhla 10. června 2024.

## Kariéra

### Juniorské kariéra
V říjnu 2022 vyhrála titul v kategorii do 16 let na turnaji Tennis Europe Masters v Monte Carlu.
V roce 2022 se stala s Laurou Samsonouvou a Eliškou Forejtkovou členkou vítězného týmu, který pro Česko vybojoval šestý titul mistryň světa dívčích družstev do 14 let. V prostějovském finále porazily hráčky Německa. V juniorském Billie Jean King Cupu 2023 opět se Samsonovou a Forejtkovou prohrály finále proti Spojeným státům americkým.
V červenci 2023 vyhrála wimbledonskou čtyřhru s Laurou Samsonovou. Ve finále se utkaly s Hannah Klugmanovou a Isabelle Lacyovou z Velké Británie a zvítězily ve dvou setech. Byla to první česká dvojice, která získala titul od roku 2013, kdy zvítězily Barbora Krejčíková a Kateřina Siniaková. Titul společně obhajovali v následujícím roce. Prohráli ve čtvrtfinále s Mikou Stojsavljevicovou a Mingge Xu.
Na Australian Open 2025 hrála ve čtyřhře juniorek po boku své sestry Jany. Dostaly se do semifinále, kde podlehly americkým dvojčatům Kristině a Annike Penickovým. V semifinále následujícího grandslamového turnaje však americká dvojčata porazily a postoupily do finále čtyřhry juniorek na French Open 2025.

### Profesionální kariéra

#### 2024
V roce 2024 se zúčastnila svého prvního hlavního turnaje ITF a ve svém třetím turnaji v Šarm aš-Šajchu se dostala do svého prvního semifinále, kde podlehla Renátě Jamrichové. Do dalšího semifinále se dostala ve svém dalším turnaji v Antalyi.
V červenci získala divokou kartu pro účast na svém prvním turnaji WTA, kde v prvním kole kvalifikace na Livesport Prague Open 2024 podlehla ve dvou setech bývalé šampionce Moně Barthelové.

#### 2025
V červenci 2025 získala divokou kartu k účasti na turnaji WTA Livesport Prague Open. Tentokrát porazila dvě bývalé hráčky z první stovky žebříčku, Arinu Rodionovou a Lucrezii Stefaninovou, a ve věku 17 let tak debutovala v hlavní soutěži WTA.

## Osobní život
Její mladší sestra Jana je také tenistka.

## Tituly na okruhu ITF
| Legenda         | Legenda     |
| --------------- | ----------- |
| Turnaje W100    | Turnaje W80 |
| Turnaje W75/W60 | Turnaje W50 |
| Turnaje W35/W25 | Turnaje W15 |

### Čtyřhra (4 tituly)
| Č. | datum         | turnaj                       | kategorie | povrch | partnerka       | poražená finalistka             | výsledek         |
| -- | ------------- | ---------------------------- | --------- | ------ | --------------- | ------------------------------- | ---------------- |
| 1. | červenec 2024 | Rogaška Slatina, Slovinsko   | W15       | antuka | Joy de Zeeuw    | Anika Jašková Karolína Vlčková  | 4–6, 6–4, [10–7] |
| 2. | srpen 2024    | Slovenske Konjice, Slovinsko | W15       | antuka | Julie Paštiková | Petja Drame Tara Gorinšek       | 6–2, 6–3         |
| 3. | duben 2025    | Antalya, Turecko             | W15       | antuka | Jana Kovačková  | Ștefania Bojică Linda Ševčíková | 5–7, 6–4, [10–4] |
| 3. | červen 2025   | Staré Splavy, Česko          | W75       | antuka | Ivana Šebestová | Lia Karatancheva Aneta Kučmová  | 1–6, 7–5, [10–5] |

## Finále na juniorském Grand Slamu

### Čtyřhra juniorek: 1 (1–1)
| stav       | rok  | turnaj      | povrch | spoluhráčka    | soupeřky ve finále                 | výsledek         |
| ---------- | ---- | ----------- | ------ | -------------- | ---------------------------------- | ---------------- |
| Vítězka    | 2023 | Wimbledon   | tráva  | Laura Samson   | Isabelle Lacyová Hannah Klugmanová | 6–4, 7–5         |
| Finalistka | 2025 | French Open | antuka | Jana Kovačková | Eva Bennemann Sonja Zhenikhova     | 6–4, 4–6, [8–10] |